# Lasius nemorivagus
Lasius nemorivagus är en myrart som beskrevs av Wheeler 1915. Lasius nemorivagus ingår i släktet Lasius och familjen myror. Inga underarter finns listade i Catalogue of Life.